# 王益朋
王益朋，字鶴山，浙江仁和縣（今屬杭州市）人。清朝政治人物。

## 生平
順治十二年（1655年）乙未科二甲第一名進士（傳臚）。選翰林院庶吉士，未散館特改吏科給事中。官至太僕寺卿。